# 山口重幸
山口 重幸（やまぐち しげゆき、1966年6月24日 - ）は、東京都大田区出身の元プロ野球選手（内野手）。

## 来歴・人物
岩倉高ではエースとして活躍。1983年の明治神宮野球大会では、決勝で京都商業高を完封し優勝。翌1984年春の選抜に出場。準々決勝では石田文樹、吉田剛を擁する取手二高、準決勝で大船渡高を降す。決勝では当時新2年生であった桑田真澄・清原和博を擁するPL学園高に1安打完封勝利、優勝を飾った。しかし、同年夏は全国高等学校野球選手権東東京大会4回戦で二松學舍大附高に敗退。高校同期に日本ハムファイターズで活躍した三塁手の森範行がいる。
同年のプロ野球ドラフト会議で阪神タイガースから6位指名を受け入団。
プロ入り後は内野手に転向するが、なかなか一軍に上がれなかった。1988年には7月半ばに掛布雅之が故障で離脱。その後を受けて三塁手として起用され、初出場初先発を果たす。同年は平田勝男と併用され、20試合に先発出場した。
1989年も遊撃手、一塁手として12試合に先発。その後は外野手も兼ねユーティリティプレイヤーとして起用されるが、打撃面では低迷。
1994年には出場機会がなくなる。
1994年オフに阪神を自由契約になり、テストを受けヤクルトスワローズに移籍。当時の野村克也監督が嫌っていた甲子園優勝投手でいながら、真摯に取り組む姿勢が買われ面談のみで入団が決まる。
1995年は二塁手として5試合に先発出場。また三塁守備に不安のあるヘンスリー・ミューレンが下がった後の守備固めなどで自己最多の77試合に出場し、同年のリーグ優勝と日本一に貢献した。同年のオリックス・ブルーウェーブとの日本シリーズでも、第1戦で三塁の守備固めとして起用されている。
1996年も62試合に出場するが、宮本慎也の遊撃手定着に伴う池山隆寛の三塁手コンバートにより戦力外通告を受け、同年限りで現役を引退。
1997年から野村監督の要望でヤクルトの打撃投手に転向した（2000年からはスコアラー兼任）。プロで投手経験がないのに打撃投手になった珍しい選手である。2007年8月、『四番、ピッチャー、背番号1』（横尾弘一著）で、その歩みが取り上げられた。2018年よりスコアラー専任になる。
2023年限りで退団し、2024年4月より母校・岩倉高校のコーチに就任。

## 詳細情報

### 年度別打撃成績
| 年 度     | 球 団     | 試 合 | 打 席 | 打 数 | 得 点 | 安 打 | 二 塁 打 | 三 塁 打 | 本 塁 打 | 塁 打 | 打 点 | 盗 塁 | 盗 塁 死 | 犠 打 | 犠 飛 | 四 球 | 敬 遠 | 死 球 | 三 振 | 併 殺 打 | 打 率 | 出 塁 率 | 長 打 率 | O P S |
| --------- | --------- | ----- | ----- | ----- | ----- | ----- | -------- | -------- | -------- | ----- | ----- | ----- | -------- | ----- | ----- | ----- | ----- | ----- | ----- | -------- | ----- | -------- | -------- | ----- |
| 1988      | 阪神      | 35    | 71    | 66    | 5     | 13    | 2        | 0        | 0        | 15    | 1     | 0     | 0        | 2     | 0     | 3     | 2     | 0     | 21    | 0        | .197  | .232     | .227     | .459  |
| 1989      | 阪神      | 30    | 49    | 40    | 2     | 7     | 2        | 0        | 1        | 12    | 7     | 0     | 0        | 5     | 1     | 3     | 2     | 0     | 11    | 2        | .175  | .227     | .300     | .527  |
| 1990      | 阪神      | 26    | 15    | 13    | 2     | 0     | 0        | 0        | 0        | 0     | 1     | 0     | 0        | 1     | 0     | 1     | 0     | 0     | 1     | 0        | .000  | .071     | .000     | .071  |
| 1991      | 阪神      | 28    | 44    | 36    | 3     | 10    | 0        | 0        | 0        | 10    | 3     | 1     | 0        | 3     | 0     | 4     | 1     | 1     | 5     | 1        | .278  | .366     | .278     | .644  |
| 1992      | 阪神      | 20    | 13    | 9     | 3     | 2     | 1        | 0        | 0        | 3     | 1     | 0     | 0        | 0     | 0     | 3     | 0     | 1     | 2     | 0        | .222  | .462     | .333     | .795  |
| 1993      | 阪神      | 5     | 6     | 5     | 0     | 1     | 1        | 0        | 0        | 2     | 0     | 0     | 0        | 0     | 0     | 1     | 0     | 0     | 3     | 0        | .200  | .333     | .400     | .733  |
| 1995      | ヤクルト  | 77    | 28    | 20    | 5     | 4     | 0        | 0        | 0        | 4     | 1     | 1     | 0        | 2     | 0     | 6     | 0     | 0     | 3     | 0        | .200  | .385     | .200     | .585  |
| 1996      | ヤクルト  | 62    | 19    | 14    | 2     | 4     | 0        | 0        | 0        | 4     | 1     | 0     | 0        | 2     | 0     | 1     | 0     | 2     | 5     | 0        | .286  | .412     | .286     | .697  |
| 通算：8年 | 通算：8年 | 283   | 245   | 203   | 22    | 41    | 6        | 0        | 1        | 50    | 15    | 2     | 0        | 15    | 1     | 22    | 5     | 4     | 51    | 3        | .202  | .291     | .246     | .538  |

### 記録
- 初出場・初先発出場：1988年7月16日、対中日ドラゴンズ13回戦（阪神甲子園球場）、8番・三塁手として先発出場
- 初打席・初安打・初打点：同上、2回裏に米村明から
- 初本塁打：1989年8月13日、対横浜大洋ホエールズ18回戦（横浜スタジアム）、4回表に遠藤一彦から2ラン
- 初盗塁：1991年8月14日、対ヤクルトスワローズ20回戦（明治神宮野球場）、9回表に二盗（投手：岡林洋一、捕手：古田敦也）

### 背番号
- 60 （1985年 - 1987年）
- 42 （1988年）
- 32 （1989年 - 1994年）
- 58 （1995年 - 1996年）
- 86 （1997年 - 2009年）
- 106 （2010年 - 2017年）